# Élections régionales de 2021 en Occitanie
Pour un article plus général, voir Élections régionales françaises de 2021.
Initialement prévues en mars 2021, les élections régionales de 2021 d'Occitanie se déroulent les 20 et 27 juin 2021 afin de renouveler les membres du conseil régional de la région française d'Occitanie. Ces élections permettent de constituer la seconde mandature du conseil régional depuis la fusion des régions de 2015 ayant donné naissance à l'Occitanie administrative.

## Contexte

### Résultats électoraux depuis 2015
| Parti | Parti | Région. 2015 | Présid. 2017 | Euro. 2019 |
| ----- | ----- | ------------ | ------------ | ---------- |
|       | LO    | 1,81 %       | 0,51 %       | 0,70 %     |
|       | NPA   |              | 1,06 %       |            |
|       | LFI   |              | 22,14 %      | 7,41 %     |
|       | PCF   | 24,41 %      | 22,14 %      | 2,85 %     |
|       | PS    | 24,41 %      | 6,52 %       | 7,57 %     |
|       | EELV  | 10,26 %      | 6,52 %       | 13,19 %    |
|       | LREM  |              | 22,32 %      | 20,09 %    |
|       | UDI   | 18,84 %      | 17,07 %      | 1,88 %     |
|       | LR    | 18,84 %      | 17,07 %      | 7,05 %     |
|       | DLF   | 3,91 %       | 4,08 %       | 3,18 %     |
|       | RN    | 31,83 %      | 22,98 %      | 25,68 %    |
|       | UPR   | 0,71 %       | 0,86 %       | 1,20 %     |
|       | DIV   | 8,22 %       | 2,45 %       | 9,20 %     |

### Précédente mandature
À la suite des élections régionales de 2015, la socialiste Carole Delga est élue présidente du conseil régional d'Occitanie, grâce à sa victoire au second tour avec 44,81 % des voix, devant le candidat du Front national, l'actuel maire de Perpignan Louis Aliot qui lui avait obtenu 33,87 % des voix et enfin le candidat d'union de la droite et du centre Dominique Reynié, ce dernier ayant obtenu 21,32 % des suffrages. La participation s'était alors élevée à 52,24 % au premier tour et de 62,02 % au second.
La victoire de Carole Delga ne fut rendue possible que par une union des listes de gauches. En effet si au premier tour, elle amenait dans sa liste les socialistes, le Parti radical de gauche, le MRC et Génération écologie, elle fusionna au second tour avec la liste Europe Écologie Les Verts [réf. souhaitée] de Gérard Onesta, lui-même en alliance avec le Front de gauche, le Partit occitan et Esquerra Republicana de Catalunya. De même, la candidature divers gauche de Philippe Saurel, maire de Montpellier d'alors n'ayant pu se maintenir au second tour entraîna un report de voix sur cette dernière.
Les six ans de cette première mandature ont dévoilé une opposition marquée entre les deux principaux groupes, à savoir celui de la majorité et celui du Rassemblement national. En effet plusieurs passes d'armes en séance au conseil régional furent repris par la presse nationale. 
Carole Delga qui était visée par une citation directe du maire RN de Beaucaire, Julien Sanchez pour « discrimination fondée sur des opinions politiques » et « entrave à l'exercice d'une activité économique », est condamnée le 26 avril 2019 par la cour d'appel de Nîmes à 1 000 euros d'amende, 5 000 euros de dommages et intérêts à verser à la commune au titre du préjudice moral, et 2 000 euros au titre du remboursement des frais de justice. En effet, l'élu gardais reproche à la présidente de la région Occitanie de ne pas avoir signé le contrat de ville validé par les élus gardois et de ne pas avoir choisi Beaucaire pour accueillir le futur lycée général construit par la région dans le Gard.

### Conseil régional sortant
|                                         |       |       |      |                                          |
| Président du Conseil régional           |       |       |      |                                          |
| Carole Delga (PS)                       |       |       |      |                                          |
| Parti                                   | Sigle | Sigle | Élus | Groupe                                   |
| Majorité (87 sièges)                    |       |       |      |                                          |
| Parti socialiste                        |       | PS    | 50   | Socialiste républicain et citoyen        |
| Gauche républicaine et socialiste       |       | GRS   | 1    | Socialiste républicain et citoyen        |
| Europe Écologie Les Verts               |       | EÉLV  | 8    | Nouveau monde                            |
| Parti communiste français               |       | PCF   | 6    | Nouveau monde                            |
| Divers écologistes                      |       | ECO   | 2    | Nouveau monde                            |
| Divers gauche                           |       | DVG   | 3    | Nouveau monde                            |
| Partit occitan                          |       | POC   | 1    | Nouveau monde                            |
| Parti radical de gauche                 |       | PRG   | 15   | Radicaux                                 |
| Les Radicaux de gauche                  |       | LRDG  | 1    | Radicaux                                 |
| Opposition d'extrême droite (39 sièges) |       |       |      |                                          |
| Rassemblement national                  |       | RN    | 36   | Rassemblement national                   |
| Debout la France                        |       | DLF   | 1    | Non-inscrits                             |
| Dissidence française                    |       | DF    | 1    | Non-inscrits                             |
| Divers extrême-droite                   |       | EXD   | 1    | Non-inscrits                             |
| Opposition de droite (26 sièges)        |       |       |      |                                          |
| Les Républicains                        |       | LR    | 15   | Union des élus de la droite et du centre |
| Union des démocrates et indépendants    |       | UDI   | 4    | Union des élus de la droite et du centre |
| Divers droite                           |       | DVD   | 4    | Union des élus de la droite et du centre |
| Mouvement démocrate                     |       | MoDem | 1    | Union des élus de la droite et du centre |
| La République en marche                 |       | LREM  | 1    | Union des élus de la droite et du centre |
| Divers centre                           |       | DVC   | 1    | Union des élus de la droite et du centre |
| Minorité (6 sièges)                     |       |       |      |                                          |
| La France insoumise                     |       | LFI   | 3    | Non-inscrits                             |
| Parti communiste français               |       | PCF   | 1    | Non-inscrits                             |
| Nouvelle gauche écosocialiste           |       | NGS   | 1    | Non-inscrits                             |
| Divers gauche                           |       | DVG   | 1    | Non-inscrits                             |

## Modalités du scrutin

### Système électoral

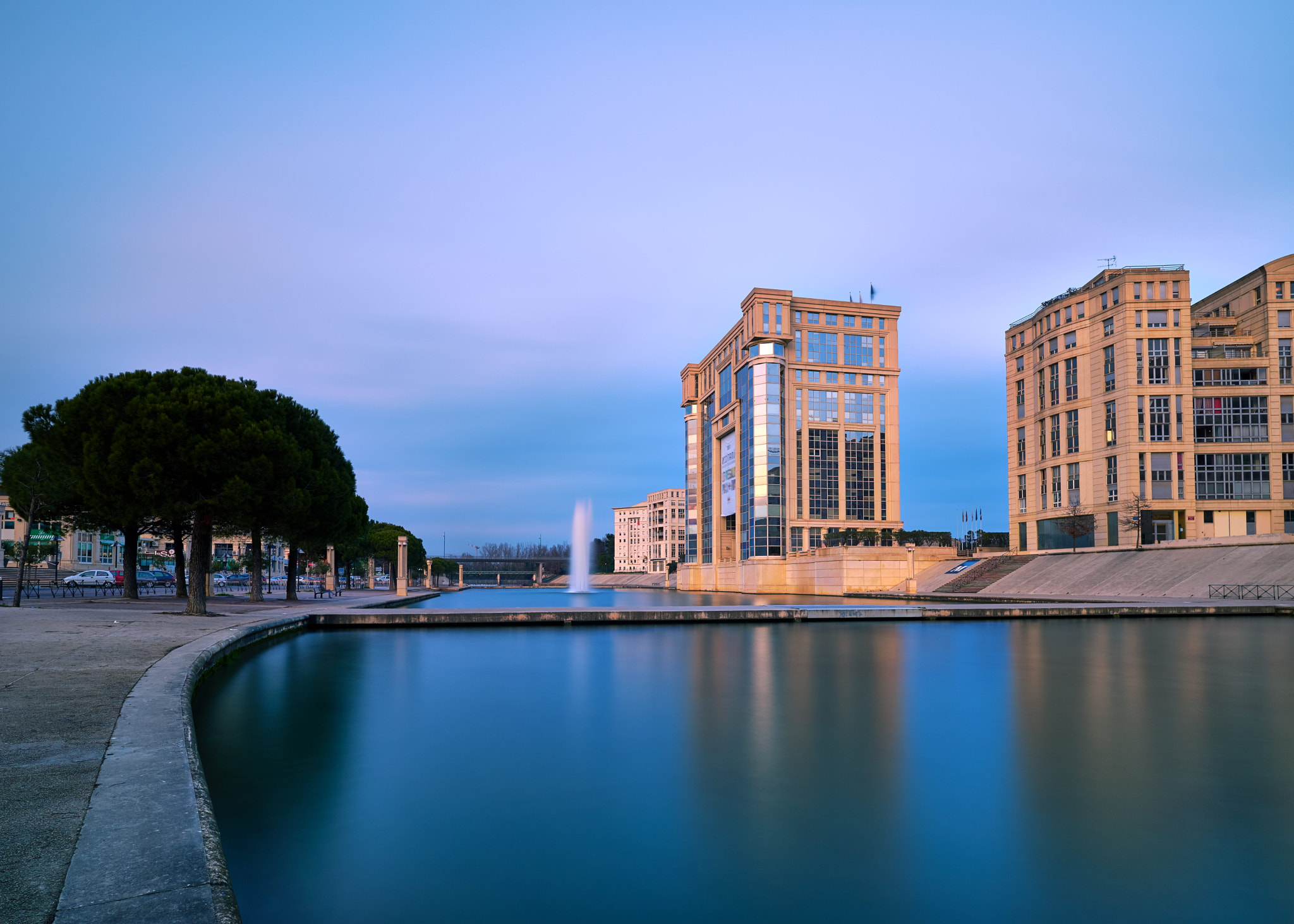
Ancien hôtel de région à Montpellier.

Le conseil régional d'Occitanie est doté de 158 sièges pourvus pour six ans selon un système mixte à finalité majoritaire. Il est fait recours au scrutin proportionnel plurinominal mais celui ci est combiné à une prime majoritaire de 25 % des sièges attribuée à la liste arrivée en tête, si besoin en deux tours de scrutin. Les électeurs votent pour une liste fermée de candidats, sans panachage ni vote préférentiel. Les listes doivent respecter la parité en comportant alternativement un candidat homme et une candidate femme.
Au premier tour, la liste ayant obtenu la majorité absolue des suffrages exprimés remporte la prime majoritaire, et les sièges restants sont répartis à la proportionnelle selon la règle de la plus forte moyenne entre toutes les listes ayant franchi le seuil électoral de 5 % des suffrages exprimés, y compris la liste arrivée en tête.
Si aucune liste n'a recueilli la majorité absolue, un second tour est organisé entre toutes les listes ayant obtenu au moins 10 % des suffrages exprimés au premier tour. Les listes ayant obtenu au moins 5 % peuvent néanmoins fusionner avec les listes pouvant se maintenir. La répartition des sièges se fait selon les mêmes règles qu'au premier tour, la seule différence étant que la prime majoritaire est attribuée à la liste arrivée en tête, qu'elle ait obtenu ou non la majorité absolue.
Une fois les nombres de sièges attribués à chaque liste au niveau régional, ceux-ci sont répartis entre les sections départementales, au prorata des voix obtenues par la liste dans chaque département. Cette attribution opérée, les sièges restant à attribuer sont répartis entre les sections départementales selon la règle de la plus forte moyenne. Si plusieurs sections départementales ont la même moyenne pour l'attribution du dernier siège, celui-ci revient à la section départementale qui a obtenu le plus grand nombre de suffrages. En cas d'égalité de suffrages, le siège est attribué au plus âgé des candidats susceptibles d'être proclamés élus.
Les sièges sont attribués aux candidats dans l'ordre de présentation sur chaque section départementale.

### Date de l'élection
Les élections régionales de 2020 en Occitanie, tout comme celles des autres régions françaises furent initialement programmés en mars 2021, soit 6 ans après celles de 2015. Néanmoins en raison de la crise sanitaire liée à la pandémie de Covid-19, le gouvernement a confié à Jean-Louis Debré la mission de mener des consultations et de faire des propositions quant à un éventuel report des élections territoriales. Dans un premier temps, les dates du 13 et 20 juin 2021 sont retenues avant d'être décalées d'une semaine par l'Assemblée nationale.

## Listes officielles

### Rassembler l'Occitanie (LDP-RN-PL-LAF)
Alors que le maire de Beaucaire et porte-parole du Rassemblement national, Julien Sanchez, est pressenti comme tête de liste pour les élections régionales, le député européen Jean-Paul Garraud, de La Droite populaire, est aussi candidat,. Ce dernier est investi le 23 février.

### Du courage pour l'Occitanie (LR-UDI-LC-LMR)
Les députés LR Aurélien Pradié et Arnaud Viala sont respectivement pressentis pour devenir tête de liste,. Christophe Rivenq, premier adjoint au maire d'Alès et président de Alès Agglomération se dit uniquement prêt à être chef de file pour le département du Gard. Le 7 mars, Aurélien Pradié officialise sa candidature.

### Occitanie écologiste et citoyenne (OPN-RES-PRS-DEC-MGO)
Le 31 mars 2021, Occitanie écologiste et citoyenne annonce sa candidature « BASTIR OCCITANIE », avec le soutien de Occitanie País Nòstre, du Parti républicain solidariste (PRS), de Démocratie éco-citoyenne (DEC), de l'association MGO et de Résistons, parti de Jean Lassalle. Ses grandes orientations sont le soutien à une économie de proximité, la promotion de la culture du Pays occitan (langue, gastronomie, terroirs), la reconnaissance de la spécificité catalane dans une grande partie du département des Pyrénées-Orientales, une politique environnementale pragmatique, l'obtention d'une véritable décentralisation avec la demande d'une révision du mode de financement de la collectivité (« régionalisation »).

### Union essentielle (DIV)
Déposée in extremis avant la clôture des candidatures, cette liste de citoyens de la société civile sans étiquette est portée par Anthony Le Bouriscaud.

### Nouvel Élan occitan (DVC-LREM-MoDem-Agir-MR-TdP)
En février 2020, le maire de la ville de Balma et conseiller régional Vincent Terrail-Novès déclare « réfléchir sérieusement » quant à conduire la liste LREM pour les élections régionales occitanes après avoir été pressenti pendant plusieurs mois pour la candidature.  Le 8 mars 2021, Vincent Terrail-Novès officialise sa candidature.

### L'Occitanie en commun (PS-PCF-GRS-MRC-PP-PRG-OE)
En novembre 2019 est créée la plateforme L'Occitanie en commun, présentée comme une initiative de la présidente Carole Delga, du Parti socialiste (PS), pour rassembler « au-delà des parties, l'ensemble des énergies positives ». Le nom de la liste rappelle celui utilisé par la gauche catalane de Catalogne en commun ou la liste Paris en commun d'Anne Hidalgo aux élections municipales de 2020 à Paris. Le 29 septembre 2020, Carole Delga annonce officiellement sa candidature. En janvier 2021, Place publique s'allie à la liste PS.
Les partisans de la présidente sortante axent leur communication notamment sur leur bilan. En effet dans le texte de présentation de la plateforme, Carole Delga rappelle les principales mesures votées depuis son arrivée à la tête de la région : la région la moins chère de France pour les lycéens et les apprentis, le soutien aux petites entreprises multiplié par deux, le développement des transports publics, la hausse du budget de la culture et des aides aux agriculteurs ainsi que l'accélération de la transition écologique et énergétique.

### L'Occitanie naturellement (Pôle écologiste(EÉLV-G•s-GÉ-CÉ-MdP)-R&PS-POC-PA-MEI)
Tout juste désigné candidat pour le parti Europe Écologie Les Verts, le candidat malheureux aux élections municipales de 2020 à Toulouse Antoine Maurice lance sa campagne pour les élections régionales dès le 24 octobre à L'Isle-Jourdain dans le Gers, ville d'où le toulousain est originaire. Ses premiers axes de discours tendent à faire campagne sur la complémentarité ville/campagne. En décembre 2020, le parti Génération.s s'ajoute à Génération écologie, Cap écologie, le Mouvement écologiste indépendant, Régions et peuples solidaires et le Parti animaliste dans la liste EÉLV,.

### Occitanie populaire (LFI(PG-LSI)-E!-GDS-NPA)
À la suite de l'échec d'une alliance avec Europe Écologie Les Verts dès le premier tour, La France insoumise investit en décembre 2020 le député européen Manuel Bompard et Myriam Martin, conseillère régionale et porte-parole du parti Ensemble ! en tant que binôme de chefs de file pour les élections régionales. Le Nouveau Parti anticapitaliste rejoint la démarche le 16 avril. Le 27 avril, Myriam Martin est désignée tête de liste.

### Faire entendre le camp des travailleurs (LO)
Le 27 mars 2021, Lutte ouvrière annonce que la tête de liste de son parti dans la région Occitanie sera Malena Adrada.

## Têtes de liste départementales

### Têtes de liste départementales au premier tour
| Listes | Listes                                  | Ariège                  | Aude                       | Aveyron                      | Gard                    | Haute-Garonne                  | Gers                     | Hérault                    | Lot                       | Lozère                      | Hautes-Pyrénées           | Pyrénées-Orientales         | Tarn                     | Tarn-et-Garonne                         |
| ------ | --------------------------------------- | ----------------------- | -------------------------- | ---------------------------- | ----------------------- | ------------------------------ | ------------------------ | -------------------------- | ------------------------- | --------------------------- | ------------------------- | --------------------------- | ------------------------ | --------------------------------------- |
|        | Rassembler l'Occitanie                  | Véronique Rousseau (RN) | Christophe Barthès (RN)    | Bruno Leleu (RN)             | Julien Sanchez (RN)     | Jean-Paul Garraud (LDP)        | Jean-Luc Yelma (RN)      | Frédéric Bort (RN)         | Alexandre Loubet (LAF)    | Jean-François Pardigon (RN) | Olivier Monteil (RN)      | Xavier Baudry (RN)          | Julien Bacou (RN)        | Stéphanie Gayet (RN)                    |
|        | Occitanie populaire                     | François Lafon (LFI)    | Christian Adda (LFI)       | Leïla Arfoutni (LFI)         | Charles Ménard (LFI)    | Myriam Martin (LFI-E!)         | Pascal Levieux (LFI)     | Nathalie Oziol (LFI)       | Thierry Grossemy (LFI)    | Ludovic Baldet (LFI)        | Victoria Klotz (LFI)      | Josie Boucher (NPA)         | Julien Lassalle (LFI)    | Christelle Leduc (LFI)                  |
|        | Occitanie écologiste et citoyenne       | Pascale Domec (OPN)     | Gérard Lenfant (RES-OPN)   | Emmanuel Brevet (RES)        | Maud Chaudron (OPN)     | Jean-Luc Davezac (OPN-DEC)     | Jean-Jacques Cripia (SE) | Jean-Pierre Laval (OPN)    | Christian Deneux (PRS)    | Christophe Castan (RES)     | Dominique Darrozes (OPN)  | Solange Nadal (OPN)         | Patrice Castel (PRS-OPN) | Thierry Hamelin (OPN)                   |
|        | Du courage pour l'Occitanie             | Paul-Louis Maurat (LR)  | Michel Py (LR)             | Jean-Philippe Kersolian (LR) | Christophe Rivenq (LR)  | Aurélien Pradié (LR)           | Gérard Dubrac (LR)       | Stéphan Rossignol (LR)     | Brigitte Rivière (LR)     | Magali Ordas (LR)           | Romain Giral (LR)         | Stéphane Loda (LR)          | Bernard Carayon (LR)     | Thierry Deville (LR)                    |
|        | Nouvel Élan occitan                     | Jérôme Azéma (LREM)     | Alexis Armengau (DVG)      | Stéphane Mazars (LREM-MR)    | Jérôme Talon (LREM-TdP) | Vincent Terrail-Novès (DVC)    | Marianne Dutoit (DVC)    | Julien Miro (Agir)         | Agnès Simon-Picquet (DVG) | Jérémy Bringer (LREM)       | Pascal Claverie (LREM)    | Frédérique Lis (LREM)       | Olivier Fabre (DVD)      | Paul Savignac (DVC)                     |
|        | L'Occitanie naturellement               | Kathy Wersinger (EÉLV)  | Justine Torrecilla (EÉLV)  | Alexandra Dubois (EÉLV)      | Dirk Offringa (EÉLV)    | Antoine Maurice (EÉLV)         | Fatma Adda (EÉLV)        | Sophie Palumbo (EÉLV)      | Denis Morchais (EÉLV)     | Marjory Palumbo-Cochet (GÉ) | Romain Pagnoux (EÉLV)     | Nicolas Berjoan (EÉLV)      | Guillaume Cros (EÉLV)    | François Cazes (G.s)                    |
|        | L'Occitanie en commun                   | Kamel Chibli (PS)       | Didier Codorniou (PRG)     | Emmanuelle Gazel (PS)        | Amal Couvreur (DVG)     | Carole Delga (PS)              | Muriel Abadie (PS)       | Patrice Canayer (DVG)      | Marie Piqué (PCF)         | Aurélie Maillols (PS)       | Jean-Louis Cazaubon (DVG) | Agnès Langevine (OE)        | Vincent Garel (PRG)      | Marie Castro (PRG)                      |
|        | Faire entendre le camp des travailleurs | Gisèle Lapeyre (LO)     | Dominique Galonnier (LO)   | Clotilde Barthélémy (LO)     | Isabelle Leclerc (LO)   | Olivier Le Penven (LO)         | Tristan Lalanne (LO)     | Maurice Chaynes (LO)       | Vincent Combes (LO)       | Caroline Poupard (LO)       | François Meunier (LO)     | Pascale Advenard (LO)       | Chantal Tressens (LO)    | Richard Blanco (LO)                     |
|        | Union essentielle                       | Nathalie Thery (DIV)    | Arnaud de Bonnechose (DIV) | Hector Girault (DIV)         | Olivier Lauret (DIV)    | Jacky Francois Karnikian (DIV) | Habi Sall (DIV)          | Anne Bolatre Villain (DIV) | Marc Hoclet (DIV)         | Sébastien Gueudet (DIV)     | Thierry Vogel (DIV)       | Anthony Le Boursicaud (DIV) | Mathilde Louis (DIV)     | Marie-Dominique Jacqueline Chemin (DIV) |

### Têtes de liste départementales au second tour
| Listes | Listes                      | Ariège                  | Aude                    | Aveyron                      | Gard                   | Haute-Garonne           | Gers                | Hérault                | Lot                    | Lozère                      | Hautes-Pyrénées           | Pyrénées-Orientales  | Tarn                 | Tarn-et-Garonne      |
| ------ | --------------------------- | ----------------------- | ----------------------- | ---------------------------- | ---------------------- | ----------------------- | ------------------- | ---------------------- | ---------------------- | --------------------------- | ------------------------- | -------------------- | -------------------- | -------------------- |
|        | L'Occitanie en commun       | Kamel Chibli (PS)       | Didier Codorniou (PRG)  | Emmanuelle Gazel (PS)        | Amal Couvreur (DVG)    | Carole Delga (PS)       | Muriel Abadie (PS)  | Patrice Canayer (DVG)  | Marie Piqué (PCF)      | Aurélie Maillols (PS)       | Jean-Louis Cazaubon (DVG) | Agnès Langevine (OE) | Vincent Garel (PRG)  | Marie Castro (PRG)   |
|        | Rassembler l'Occitanie      | Véronique Rousseau (RN) | Christophe Barthès (RN) | Bruno Leleu (RN)             | Julien Sanchez (RN)    | Jean-Paul Garraud (LDP) | Jean-Luc Yelma (RN) | Frédéric Bort (RN)     | Alexandre Loubet (LAF) | Jean-François Pardigon (RN) | Olivier Monteil (RN)      | Xavier Baudry (RN)   | Julien Bacou (RN)    | Stéphanie Gayet (RN) |
|        | Du courage pour l'Occitanie | Paul-Louis Maurat (LR)  | Michel Py (LR)          | Jean-Philippe Kersolian (LR) | Christophe Rivenq (LR) | Aurélien Pradié (LR)    | Gérard Dubrac (LR)  | Stéphan Rossignol (LR) | Brigitte Rivière (LR)  | Magali Ordas (LR)           | Romain Giral (LR)         | Stéphane Loda (LR)   | Bernard Carayon (LR) | Thierry Deville (LR) |

## Sondages

### Premier tour
| Sondeur | Date              | Panel | LO     | LFI-NPA | EÉLV    | PS-PCF | OPN-RES | LREM-MoDem    | LR-UDI | LDP-RN  | DIV           |
| Sondeur | Date              | Panel | Adrada | Martin  | Maurice | Delga  | Davezac | Terrail-Novès | Pradié | Garraud | Le Boursicaud |
| ------- | ----------------- | ----- | ------ | ------- | ------- | ------ | ------- | ------------- | ------ | ------- | ------------- |
| Sondeur | Date              | Panel |        |         |         |        |         |               |        |         |               |
| Ifop    | 7 au 11 juin 2021 | 998   | 1      | 4,5     | 10      | 29     | 1,5     | 11            | 12     | 31      | <0,5          |
| Ipsos   | 3 au 7 juin 2021  | 1 000 | 2      | 4       | 8       | 30     | 0,5     | 11            | 11     | 33      | 0,5           |
| Ifop    | 21 au 27 mai 2021 | 1 003 | 0      | 6       | 10      | 26     | 0       | 13            | 14     | 30      | 1             |

En gras sur fond coloré, la liste arrivée en tête ; en gras, les listes pouvant se qualifier pour le second tour.

### Second tour
| Sondeur        | Date                        | Panel | LFI          | EÉLV         | PS-PCF     | LREM-MoDem    | LR-UDI      | LR-UDI      | LDP-RN  | LDP-RN  |
| Sondeur        | Date                        | Panel | Martin       | Maurice      | Delga      | Terrail-Novès | Viala       | Pradié      | Garraud | Sanchez |
| -------------- | --------------------------- | ----- | ------------ | ------------ | ---------- | ------------- | ----------- | ----------- | ------- | ------- |
| Sondeur        | Date                        | Panel |              |              |            |               |             |             |         |         |
| Ifop           | 7 au 11 juin 2021           | 998   | 40 (Delga)   | 40 (Delga)   | 40 (Delga) | 14            | —           | 14          | 32      | —       |
| Ifop           | 7 au 11 juin 2021           | 998   | 44 (Delga)   | 44 (Delga)   | 44 (Delga) | —             | —           | 22          | 34      | —       |
| Ipsos          | 3 au 7 juin 2021            | 1 000 | —            | 41 (Delga)   | 41 (Delga) | 13            | —           | 12          | 34      | —       |
| Ifop           | 21 au 27 mai 2021           | 1 003 | —            | 37 (Delga)   | 37 (Delga) | 17            | —           | 16          | 30      | —       |
| Ifop           | 21 au 27 mai 2021           | 1 003 | 37 (Delga)   | 37 (Delga)   | 37 (Delga) | 16            | —           | 16          | 31      | —       |
| Ifop           | 21 au 27 mai 2021           | 1 003 | 40 (Delga)   | 40 (Delga)   | 40 (Delga) | —             | —           | 26          | 34      | —       |
| Ifop (pour LR) | 23 février au 1er mars 2021 | 1 013 | —            | 48 (Delga)   | 48 (Delga) | 23 (Pradié)   | 23 (Pradié) | 23 (Pradié) | 29      | —       |
| Ifop (pour LR) | 23 février au 1er mars 2021 | 1 013 | —            | 43 (Delga)   | 43 (Delga) | 11            | —           | 17          | 29      | —       |
| Ifop (pour LR) | 23 février au 1er mars 2021 | 1 013 | 13 (Maurice) | 13 (Maurice) | 33         | 11            | —           | 17          | 26      | —       |
| Ifop           | 4 au 9 septembre 2020       | 907   | —            | —            | 41         | —             | —           | 27          | —       | 32      |
| Ifop           | 4 au 9 septembre 2020       | 907   | —            | 43 (Delga)   | 43 (Delga) | 24 (Viala)    | 24 (Viala)  | —           | —       | 33      |

## Résultats

### Résultats globaux
|                          |                          |                               |              |              |             |               |        |               |  |  |  |  |  |  |
| Tête de liste            | Tête de liste            | Liste                         | Premier tour | Premier tour | Second tour | Second tour   | Sièges | +/-           |  |  |  |  |  |  |
| Tête de liste            | Tête de liste            | Liste                         | Voix         | %            | Voix        | %             | Sièges | +/-           |  |  |  |  |  |  |
|                          | Carole Delga             | PS-PRG-PCF-PP-MRC-GRS-OE      | 597 157      | 39,57        | 882 116     | 57,78         | 109    | 33            |  |  |  |  |  |  |
|                          | Jean-Paul Garraud        | LDP-RN-PL-LAF                 | 341 254      | 22,61        | 366 467     | 24,00         | 28     | 12            |  |  |  |  |  |  |
|                          | Aurélien Pradié          | LR-UDI-LC-LMR                 | 183 980      | 12,19        | 278 258     | 18,22         | 21     | 4             |  |  |  |  |  |  |
|                          | Antoine Maurice          | EÉLV-G•s-GÉ-CÉ-PA-RPS-MEI-POC | 133 383      | 8,84         |             |               | 0      | 12            |  |  |  |  |  |  |
|                          | Vincent Terrail-Novès    | LREM-MoDem-Agir-MR-TdP        | 132 487      | 8,78         | 0           | Nv.           |        |               |  |  |  |  |  |  |
|                          | Myriam Martin            | LFI-PG-E!-GDS-NPA             | 76 381       | 5,06         | 0           | 5             |        |               |  |  |  |  |  |  |
|                          | Malena Adrada            | LO                            | 26 720       | 1,77         | 0           | en stagnation |        |               |  |  |  |  |  |  |
|                          | Jean-Luc Davezac         | OPN-RES-PRS                   | 11 510       | 0,76         | 0           | Nv.           |        |               |  |  |  |  |  |  |
|                          | Anthony Le Boursicaud    | DIV                           | 6 209        | 0,41         | 0           | Nv.           |        |               |  |  |  |  |  |  |
|                          |                          |                               |              |              |             |               |        |               |  |  |  |  |  |  |
| Suffrages exprimés       | Suffrages exprimés       | Suffrages exprimés            | 1 509 081    | 96,03        | 1 526 840   | 95,61         |        |               |  |  |  |  |  |  |
| Votes blancs             | Votes blancs             | Votes blancs                  | 36 176       | 2,30         | 40 729      | 2,55          |        |               |  |  |  |  |  |  |
| Votes nuls               | Votes nuls               | Votes nuls                    | 26 262       | 1,67         | 29 374      | 1,84          |        |               |  |  |  |  |  |  |
| Total                    | Total                    | Total                         | 1 571 519    | 100          | 1 596 943   | 100           | 158    | en stagnation |  |  |  |  |  |  |
| Abstentions              | Abstentions              | Abstentions                   | 2 648 964    | 62,76        | 2 623 891   | 62,17         |        |               |  |  |  |  |  |  |
| Inscrits / Participation | Inscrits / Participation | Inscrits / Participation      | 4 220 483    | 37,24        | 4 220 834   | 37,83         |        |               |  |  |  |  |  |  |

### Résultats départementaux

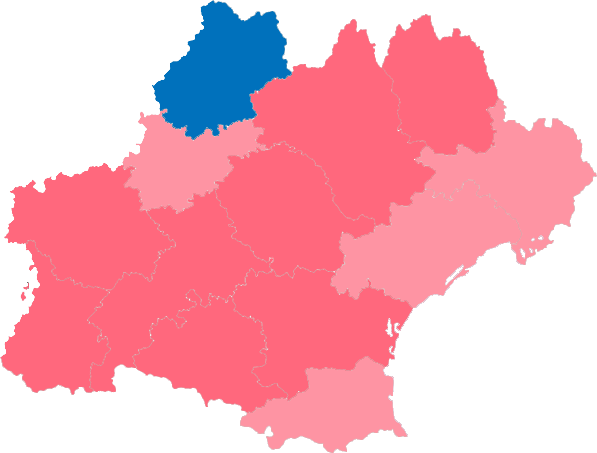
Listes Delga :  - + 30% - + 40% Listes Pradié :  - + 30%
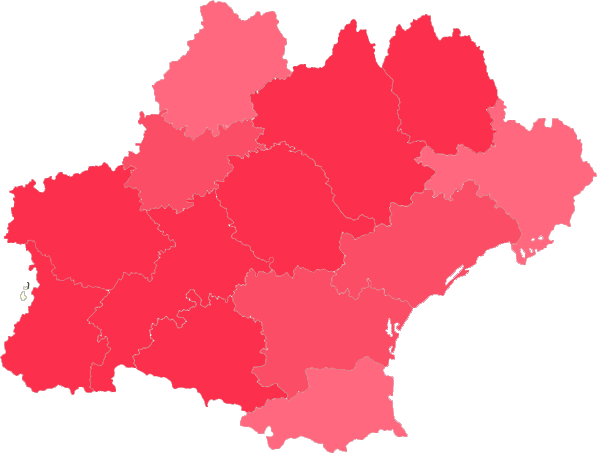
Listes Delga :  - + 40%
  - + 50%
  - + 60%

#### Ariège
| Tête de liste            | Tête de liste            | Liste                         | Premier tour | Premier tour | Second tour | Second tour | Sièges | +/-           |
| Tête de liste            | Tête de liste            | Liste                         | Voix         | %            | Voix        | %           | Sièges | +/-           |
| ------------------------ | ------------------------ | ----------------------------- | ------------ | ------------ | ----------- | ----------- | ------ | ------------- |
|                          | Kamel Chibli             | PS-PRG-PCF-PP-MRC-GRS-OE      | 22 587       | 47,49        | 32 605      | 68,31       | 4      | 2             |
|                          | Véronique Rousseau       | RN-LDP-PL-LAF                 | 8 269        | 17,38        | 9 136       | 19,14       | 0      | 1             |
|                          | François Lafon           | LFI-PG-E!-GDS-NPA             | 3 967        | 8,34         |             |             | 0      | en stagnation |
|                          | Kathy Wersinger          | EÉLV-G•s-GÉ-CÉ-PA-RPS-MEI-POC | 3 897        | 8,19         | 0           | 1           |        |               |
|                          | Jérôme Azéma             | LREM-MoDem-Agir-MR-TdP        | 3 708        | 7,80         | 0           | Nv.         |        |               |
|                          | Paul-Louis Maurat        | LR-UDI-LC-LMR                 | 3 280        | 6,90         | 5 987       | 12,54       | 0      | en stagnation |
|                          | Gisèle Lapeyre           | LO                            | 1 058        | 2,22         |             |             | 0      | en stagnation |
|                          | Pascale Domec            | OPN-RES-PRS                   | 435          | 0,91         | 0           | Nv.         |        |               |
|                          | Nathalie Thery           | DIV                           | 364          | 0,77         | 0           | Nv.         |        |               |
|                          |                          |                               |              |              |             |             |        |               |
| Suffrages exprimés       | Suffrages exprimés       | Suffrages exprimés            | 47 565       | 95,52        | 47 728      | 93,80       |        |               |
| Votes blancs             | Votes blancs             | Votes blancs                  | 1 249        | 2,51         | 1 863       | 3,66        |        |               |
| Votes nuls               | Votes nuls               | Votes nuls                    | 938          | 1,97         | 1 290       | 2,54        |        |               |
| Total                    | Total                    | Total                         | 49 797       | 100          | 50 881      | 100         | 5      | en stagnation |
| Abstentions              | Abstentions              | Abstentions                   | 67 880       | 57,68        | 66 762      | 56,75       |        |               |
| Inscrits / Participation | Inscrits / Participation | Inscrits / Participation      | 117 677      | 42,32        | 117 643     | 43,25       |        |               |

#### Aude
| Tête de liste            | Tête de liste            | Liste                         | Premier tour | Premier tour | Second tour | Second tour   | Sièges | +/-           |
| Tête de liste            | Tête de liste            | Liste                         | Voix         | %            | Voix        | %             | Sièges | +/-           |
| ------------------------ | ------------------------ | ----------------------------- | ------------ | ------------ | ----------- | ------------- | ------ | ------------- |
|                          | Didier Codorniou         | PS-PRG-PCF-PP-MRC-GRS-OE      | 42 010       | 40,72        | 59 169      | 56,69         | 7      | 2             |
|                          | Christophe Barthès       | RN-LDP-PL-LAF                 | 28 559       | 27,69        | 30 301      | 29,03         | 2      | 1             |
|                          | Michel Py                | LR-UDI-LC-LMR                 | 9 151        | 8,87         | 14 908      | 14,28         | 1      | en stagnation |
|                          | Justine Torrecilla       | EÉLV-G•s-GÉ-CÉ-PA-RPS-MEI-POC | 7 451        | 7,22         |             |               | 0      | 1             |
|                          | Alexis Armengau          | LREM-MoDem-Agir-MR-TdP        | 7 017        | 6,80         | 0           | Nv.           |        |               |
|                          | Christian Adda           | LFI-PG-E!-GDS-NPA             | 5 690        | 5,52         | 0           | en stagnation |        |               |
|                          | Dominique Galonnier      | LO                            | 2 068        | 2,00         | 0           | en stagnation |        |               |
|                          | Gérard Lenfant           | OPN-RES-PRS                   | 1 017        | 0,99         | 0           | Nv.           |        |               |
|                          | Arnaud de Bonnechose     | DIV                           | 193          | 0,19         | 0           | Nv.           |        |               |
|                          |                          |                               |              |              |             |               |        |               |
| Suffrages exprimés       | Suffrages exprimés       | Suffrages exprimés            | 103 156      | 95,11        | 104 378     | 94,83         |        |               |
| Votes blancs             | Votes blancs             | Votes blancs                  | 2 846        | 2,62         | 2 978       | 2,71          |        |               |
| Votes nuls               | Votes nuls               | Votes nuls                    | 2 461        | 2,27         | 2 708       | 2,46          |        |               |
| Total                    | Total                    | Total                         | 108 463      | 100          | 110 064     | 100           | 10     | en stagnation |
| Abstentions              | Abstentions              | Abstentions                   | 165 633      | 60,43        | 164 054     | 59,85         |        |               |
| Inscrits / Participation | Inscrits / Participation | Inscrits / Participation      | 274 096      | 39,57        | 274 118     | 40,15         |        |               |

#### Aveyron
| Tête de liste            | Tête de liste            | Liste                         | Premier tour | Premier tour | Second tour | Second tour   | Sièges | +/-           |
| Tête de liste            | Tête de liste            | Liste                         | Voix         | %            | Voix        | %             | Sièges | +/-           |
| ------------------------ | ------------------------ | ----------------------------- | ------------ | ------------ | ----------- | ------------- | ------ | ------------- |
|                          | Emmanuelle Gazel         | PS-PRG-PCF-PP-MRC-GRS-OE      | 39 439       | 44,16        | 50 383      | 60,15         | 6      | 2             |
|                          | Jean-Philippe Kersolian  | LR-UDI-LC-LMR                 | 16 738       | 18,74        | 21 904      | 26,15         | 2      | en stagnation |
|                          | Bruno Leleu              | LDP-RN-PL-LAF                 | 11 381       | 12,74        | 11 469      | 13,69         | 1      | en stagnation |
|                          | Stéphane Mazars          | LREM-MoDem-Agir-MR-TdP        | 9 836        | 11,01        |             |               | 0      | Nv.           |
|                          | Alexandra Dubois         | EÉLV-G•s-GÉ-CÉ-PA-RPS-MEI-POC | 5 662        | 6,34         | 0           | en stagnation |        |               |
|                          | Leïla Arfoutni           | LFI-PG-E!-GDS-NPA             | 4 012        | 4,49         | 0           | 1             |        |               |
|                          | Clotilde Barthélémy      | LO                            | 1 309        | 1,47         | 0           | en stagnation |        |               |
|                          | Emmanuel Brevet          | OPN-RES-PRS                   | 560          | 0,63         | 0           | Nv.           |        |               |
|                          | Hector Girault           | DIV                           | 367          | 0,41         | 0           | Nv.           |        |               |
|                          |                          |                               |              |              |             |               |        |               |
| Suffrages exprimés       | Suffrages exprimés       | Suffrages exprimés            | 89 304       | 94,72        | 83 756      | 95,22         |        |               |
| Votes blancs             | Votes blancs             | Votes blancs                  | 2 862        | 3,04         | 2 324       | 2,64          |        |               |
| Votes nuls               | Votes nuls               | Votes nuls                    | 2 119        | 2,25         | 1 880       | 2,14          |        |               |
| Total                    | Total                    | Total                         | 94 285       | 100          | 87 960      | 100           | 9      | 1             |
| Abstentions              | Abstentions              | Abstentions                   | 123 510      | 56,71        | 129 839     | 59,61         |        |               |
| Inscrits / Participation | Inscrits / Participation | Inscrits / Participation      | 217 795      | 43,29        | 217 799     | 40,39         |        |               |

#### Gard
| Tête de liste            | Tête de liste            | Liste                         | Premier tour | Premier tour | Second tour | Second tour   | Sièges | +/-           |
| Tête de liste            | Tête de liste            | Liste                         | Voix         | %            | Voix        | %             | Sièges | +/-           |
| ------------------------ | ------------------------ | ----------------------------- | ------------ | ------------ | ----------- | ------------- | ------ | ------------- |
|                          | Amal Couvreur            | PS-PRG-PCF-PP-MRC-GRS-OE      | 58 201       | 33,47        | 91 106      | 49,95         | 11     | 1             |
|                          | Julien Sanchez           | RN-LDP-PL-LAF                 | 55 218       | 31,75        | 60 766      | 33,31         | 5      | 2             |
|                          | Christophe Rivenq        | LR-UDI-LC-LMR                 | 20 580       | 11,83        | 30 534      | 16,74         | 2      | 1             |
|                          | Dirk Offringa            | EÉLV-G•s-GÉ-CÉ-PA-RPS-MEI-POC | 13 928       | 8,01         |             |               | 0      | en stagnation |
|                          | Jérôme Talon             | LREM-MoDem-Agir-MR-TdP        | 12 509       | 7,19         | 0           | Nv.           |        |               |
|                          | Charles Ménard           | LFI-PG-E!-GDS-NPA             | 7 873        | 4,53         | 0           | en stagnation |        |               |
|                          | Isabelle Leclerc         | LO                            | 3 501        | 2,01         | 0           | en stagnation |        |               |
|                          | Maud Chaudron            | OPN-RES-PRS                   | 1 296        | 0,75         | 0           | Nv.           |        |               |
|                          | Olivier Lauret           | DIV                           | 799          | 0,46         | 0           | Nv.           |        |               |
|                          |                          |                               |              |              |             |               |        |               |
| Suffrages exprimés       | Suffrages exprimés       | Suffrages exprimés            | 173 905      | 96,11        | 182 406     | 96,03         |        |               |
| Votes blancs             | Votes blancs             | Votes blancs                  | 4 351        | 2,40         | 4 353       | 2,29          |        |               |
| Votes nuls               | Votes nuls               | Votes nuls                    | 2 683        | 1,48         | 3 194       | 1,68          |        |               |
| Total                    | Total                    | Total                         | 180 939      | 100          | 189 953     | 100           | 18     | 2             |
| Abstentions              | Abstentions              | Abstentions                   | 362 350      | 66,70        | 353 379     | 65,04         |        |               |
| Inscrits / Participation | Inscrits / Participation | Inscrits / Participation      | 543 289      | 33,30        | 543 332     | 34,96         |        |               |

#### Haute-Garonne
| Tête de liste            | Tête de liste            | Liste                         | Premier tour | Premier tour | Second tour | Second tour   | Sièges | +/- |
| Tête de liste            | Tête de liste            | Liste                         | Voix         | %            | Voix        | %             | Sièges | +/- |
| ------------------------ | ------------------------ | ----------------------------- | ------------ | ------------ | ----------- | ------------- | ------ | --- |
|                          | Carole Delga             | PS-PRG-PCF-PP-MRC-GRS-OE      | 133 513      | 41,65        | 206 028     | 65,56         | 27     | 8   |
|                          | Jean-Paul Garraud        | LDP-RN-PL-LAF                 | 53 263       | 16,62        | 53 613      | 17,06         | 4      | 3   |
|                          | Vincent Terrail-Novès    | LREM-MoDem-Agir-MR-TdP        | 39 343       | 12,27        |             |               | 0      | Nv. |
|                          | Antoine Maurice          | EÉLV-G•s-GÉ-CÉ-PA-RPS-MEI-POC | 37 798       | 11,79        | 0           | 4             |        |     |
|                          | Aurélien Pradié          | LR-UDI-LC-LMR                 | 32 153       | 10,03        | 54 605      | 17,38         | 5      | 1   |
|                          | Myriam Martin            | LFI-PG-E!-GDS-NPA             | 17 412       | 5,43         |             |               | 0      | 2   |
|                          | Olivier Le Penven        | LO                            | 4 331        | 1,35         | 0           | en stagnation |        |     |
|                          | Jean-Luc Davezac         | OPN-RES-PRS                   | 2 052        | 0,64         | 0           | Nv.           |        |     |
|                          | Jacky Francois Karnikian | DIV                           | 701          | 0,22         | 0           | Nv.           |        |     |
|                          |                          |                               |              |              |             |               |        |     |
| Suffrages exprimés       | Suffrages exprimés       | Suffrages exprimés            | 3 205 666    | 97,32        | 314 246     | 96,34         |        |     |
| Votes blancs             | Votes blancs             | Votes blancs                  | 4 666        | 1,42         | 7 541       | 2,31          |        |     |
| Votes nuls               | Votes nuls               | Votes nuls                    | 4 160        | 1,26         | 4 393       | 1,35          |        |     |
| Total                    | Total                    | Total                         | 329 392      | 100          | 326 180     | 100           | 36     | 2   |
| Abstentions              | Abstentions              | Abstentions                   | 568 045      | 63,30        | 571 291     | 63,66         |        |     |
| Inscrits / Participation | Inscrits / Participation | Inscrits / Participation      | 897 437      | 36,70        | 897 471     | 36,34         |        |     |

#### Gers
| Tête de liste            | Tête de liste            | Liste                         | Premier tour | Premier tour | Second tour | Second tour   | Sièges | +/-           |
| Tête de liste            | Tête de liste            | Liste                         | Voix         | %            | Voix        | %             | Sièges | +/-           |
| ------------------------ | ------------------------ | ----------------------------- | ------------ | ------------ | ----------- | ------------- | ------ | ------------- |
|                          | Muriel Abadie            | PS-PRG-PCF-PP-MRC-GRS-OE      | 27 443       | 44,38        | 36 985      | 60,59         | 4      | 2             |
|                          | Jean-Luc Yelma           | RN-LDP-PL-LAF                 | 10 390       | 16,80        | 10 779      | 17,66         | 1      | en stagnation |
|                          | Gérard Dubrac            | LR-UDI-LC-LMR                 | 8 517        | 13,77        | 13 278      | 21,75         | 1      | en stagnation |
|                          | Marianne Dutoit          | LREM-MoDem-Agir-MR-TdP        | 5 581        | 9,02         |             |               | 0      | Nv.           |
|                          | Fatma Adda               | EÉLV-G•s-GÉ-CÉ-PA-RPS-MEI-POC | 5 059        | 8,18         | 0           | 1             |        |               |
|                          | Pascal Levieux           | LFI-PG-E!-GDS-NPA             | 2 804        | 4,53         | 0           | en stagnation |        |               |
|                          | Tristan Lalanne          | LO                            | 1 114        | 1,80         | 0           | en stagnation |        |               |
|                          | Jean-Jacques Cripia      | OPN-RES-PRS                   | 844          | 1,36         | 0           | Nv.           |        |               |
|                          | Habi Sall                | DIV                           | 89           | 0,14         | 0           | Nv.           |        |               |
|                          |                          |                               |              |              |             |               |        |               |
| Suffrages exprimés       | Suffrages exprimés       | Suffrages exprimés            | 61 841       | 95,30        | 61 042      | 95,11         |        |               |
| Votes blancs             | Votes blancs             | Votes blancs                  | 1 892        | 2,92         | 1 757       | 2,74          |        |               |
| Votes nuls               | Votes nuls               | Votes nuls                    | 1 157        | 1,78         | 1 384       | 2,16          |        |               |
| Total                    | Total                    | Total                         | 64 890       | 100          | 64 183      | 100           | 6      | 1             |
| Abstentions              | Abstentions              | Abstentions                   | 80 355       | 55,32        | 81 092      | 55,82         |        |               |
| Inscrits / Participation | Inscrits / Participation | Inscrits / Participation      | 145 245      | 44,68        | 145 275     | 44,18         |        |               |

#### Hérault
| Tête de liste            | Tête de liste            | Liste                         | Premier tour | Premier tour | Second tour | Second tour   | Sièges | +/- |
| Tête de liste            | Tête de liste            | Liste                         | Voix         | %            | Voix        | %             | Sièges | +/- |
| ------------------------ | ------------------------ | ----------------------------- | ------------ | ------------ | ----------- | ------------- | ------ | --- |
|                          | Patrice Canayer          | PS-PRG-PCF-PP-MRC-GRS-OE      | 98 200       | 37,27        | 150 841     | 55,17         | 19     | 6   |
|                          | Frédéric Bort            | LDP-RN-PL-LAF                 | 74 861       | 28,42        | 81 229      | 29,71         | 7      | 2   |
|                          | Stéphan Rossignol        | LR-UDI-LC-LMR                 | 27 302       | 10,36        | 41 342      | 15,12         | 4      | 1   |
|                          | Sophie Palumbo           | EÉLV-G•s-GÉ-CÉ-PA-RPS-MEI-POC | 23 618       | 8,96         |             |               | 0      | 1   |
|                          | Julien Miro              | Agir-LREM-MoDem-MR-TdP        | 18 321       | 6,95         | 0           | Nv.           |        |     |
|                          | Nathalie Oziol           | LFI-PG-E!-GDS-NPA             | 13 551       | 5,14         | 0           | 3             |        |     |
|                          | Maurice Chaynes          | LO                            | 4 183        | 1,59         | 0           | en stagnation |        |     |
|                          | Anne Bolatre Villain     | DIV                           | 1 815        | 0,69         | 0           | Nv.           |        |     |
|                          | Jean-Pierre Laval        | OPN-RES-PRS                   | 1 602        | 0,61         | 0           | Nv.           |        |     |
|                          |                          |                               |              |              |             |               |        |     |
| Suffrages exprimés       | Suffrages exprimés       | Suffrages exprimés            | 263 453      | 96,53        | 273 412     | 96,06         |        |     |
| Votes blancs             | Votes blancs             | Votes blancs                  | 5 634        | 2,06         | 6 471       | 2,27          |        |     |
| Votes nuls               | Votes nuls               | Votes nuls                    | 3 842        | 1,41         | 4 729       | 1,66          |        |     |
| Total                    | Total                    | Total                         | 272 929      | 100          | 284 612     | 100           | 30     | 1   |
| Abstentions              | Abstentions              | Abstentions                   | 546 878      | 66,71        | 535 331     | 65,29         |        |     |
| Inscrits / Participation | Inscrits / Participation | Inscrits / Participation      | 819 807      | 33,29        | 819 943     | 34,71         |        |     |

#### Lot
| Tête de liste            | Tête de liste            | Liste                         | Premier tour | Premier tour | Second tour | Second tour   | Sièges | +/-           |
| Tête de liste            | Tête de liste            | Liste                         | Voix         | %            | Voix        | %             | Sièges | +/-           |
| ------------------------ | ------------------------ | ----------------------------- | ------------ | ------------ | ----------- | ------------- | ------ | ------------- |
|                          | Brigitte Rivière         | LR-UDI-LC-LMR                 | 20 084       | 34,85        | 24 586      | 41,41         | 2      | 1             |
|                          | Marie Piqué              | PS-PRG-PCF-PP-MRC-GRS-OE      | 19 454       | 33,76        | 28 828      | 48,56         | 3      | en stagnation |
|                          | Alexandre Loubet         | LDP-RN-PL-LAF                 | 5 508        | 9,56         | 5 967       | 10,03         | 0      | 1             |
|                          | Denis Morchais           | EÉLV-G•s-GÉ-CÉ-PA-RPS-MEI-POC | 4 609        | 8,00         |             |               | 0      | en stagnation |
|                          | Agnès Simon-Picquet      | LREM-MoDem-Agir-MR-TdP        | 3 592        | 6,23         | 0           | Nv.           |        |               |
|                          | Thierry Grossemy         | LFI-PG-E!-GDS-NPA             | 2 978        | 5,17         | 0           | en stagnation |        |               |
|                          | Vincent Combes           | LO                            | 959          | 1,66         | 0           | en stagnation |        |               |
|                          | Christian Deneux         | PRS-OPN-RES                   | 335          | 0,58         | 0           | Nv.           |        |               |
|                          | Marc Hoclet              | DIV                           | 111          | 0,19         | 0           | Nv.           |        |               |
|                          |                          |                               |              |              |             |               |        |               |
| Suffrages exprimés       | Suffrages exprimés       | Suffrages exprimés            | 57 630       | 96,16        | 59 371      | 95,61         |        |               |
| Votes blancs             | Votes blancs             | Votes blancs                  | 1 304        | 2,18         | 1 527       | 2,46          |        |               |
| Votes nuls               | Votes nuls               | Votes nuls                    | 997          | 1,66         | 1 202       | 1,94          |        |               |
| Total                    | Total                    | Total                         | 59 931       | 100          | 62 100      | 100           | 6      | en stagnation |
| Abstentions              | Abstentions              | Abstentions                   | 76 814       | 56,17        | 74 642      | 54,59         |        |               |
| Inscrits / Participation | Inscrits / Participation | Inscrits / Participation      | 136 745      | 43,83        | 136 742     | 45,41         |        |               |

#### Lozère
| Tête de liste            | Tête de liste            | Liste                         | Premier tour | Premier tour | Second tour | Second tour   | Sièges | +/-           |
| Tête de liste            | Tête de liste            | Liste                         | Voix         | %            | Voix        | %             | Sièges | +/-           |
| ------------------------ | ------------------------ | ----------------------------- | ------------ | ------------ | ----------- | ------------- | ------ | ------------- |
|                          | Aurélie Maillols         | PS-PRG-PCF-PP-MRC-GRS-OE      | 13310        | 49,17        | 15 441      | 62,67         | 2      | en stagnation |
|                          | Magali Ordas             | LR-UDI-LC-LMR                 | 4586         | 16,94        | 5 417       | 21,98         | 0      | en stagnation |
|                          | Jean-François Pardigon   | LDP-RN-PL-LAF                 | 3687         | 13,62        | 3 782       | 15,35         | 0      | en stagnation |
|                          | Marjory Palumbo-Cochet   | GÉ-EÉLV-G•s-CÉ-PA-RPS-MEI-POC | 1881         | 6,95         |             |               | 0      | en stagnation |
|                          | Jérémy Bringer           | LREM-MoDem-Agir-MR-TdP        | 1450         | 5,36         | 0           | Nv.           |        |               |
|                          | Ludovic Baldet           | LFI-PG-E!-GDS-NPA             | 1114         | 4,12         | 0           | en stagnation |        |               |
|                          | Caroline Poupard         | LO                            | 569          | 2,10         | 0           | en stagnation |        |               |
|                          | Christophe Castan        | RES-OPN-PRS                   | 434          | 1,60         | 0           | Nv.           |        |               |
|                          | Sébastien Gueudet        | DIV                           | 36           | 0,13         | 0           | Nv.           |        |               |
|                          |                          |                               |              |              |             |               |        |               |
| Suffrages exprimés       | Suffrages exprimés       | Suffrages exprimés            | 27067        | 94,12        | 24 640      | 95,50         |        |               |
| Votes blancs             | Votes blancs             | Votes blancs                  | 1035         | 3,60         | 605         | 2,34          |        |               |
| Votes nuls               | Votes nuls               | Votes nuls                    | 655          | 2,28         | 556         | 2,15          |        |               |
| Total                    | Total                    | Total                         | 28 757       | 100          | 25 801      | 100           | 2      | en stagnation |
| Abstentions              | Abstentions              | Abstentions                   | 30 620       | 51,57        | 33 573      | 56,54         |        |               |
| Inscrits / Participation | Inscrits / Participation | Inscrits / Participation      | 59 377       | 48,43        | 59 374      | 43,46         |        |               |

#### Hautes-Pyrénées
| Tête de liste            | Tête de liste            | Liste                         | Premier tour | Premier tour | Second tour | Second tour   | Sièges | +/-           |
| Tête de liste            | Tête de liste            | Liste                         | Voix         | %            | Voix        | %             | Sièges | +/-           |
| ------------------------ | ------------------------ | ----------------------------- | ------------ | ------------ | ----------- | ------------- | ------ | ------------- |
|                          | Jean-Louis Cazaubon      | PS-PRG-PCF-PP-MRC-GRS-OE      | 31 186       | 47,12        | 44 427      | 66,59         | 5      | 1             |
|                          | Olivier Monteil          | RN-LDP-PL-LAF                 | 10 466       | 15,81        | 11 037      | 16,54         | 1      | en stagnation |
|                          | Pascal Claverie          | LREM-MoDem-Agir-MR-TdP        | 6 852        | 10,35        |             |               | 0      | Nv.           |
|                          | Romain Giral             | LR-UDI-LC-LMR                 | 6 385        | 9,65         | 11 249      | 16,86         | 1      | en stagnation |
|                          | Romain Pagnoux           | EÉLV-G•s-GÉ-CÉ-PA-RPS-MEI-POC | 5 447        | 8,23         |             |               | 0      | en stagnation |
|                          | Victoria Klotz           | LFI-PG-E!-GDS-NPA             | 3 424        | 5,17         | 0           | en stagnation |        |               |
|                          | François Meunier         | LO                            | 1 604        | 2,42         | 0           | en stagnation |        |               |
|                          | Dominique Darrozes       | OPN-RES-PRS                   | 745          | 1,13         | 0           | Nv.           |        |               |
|                          | Thierry Vogel            | DIV                           | 82           | 0,12         | 0           | Nv.           |        |               |
|                          |                          |                               |              |              |             |               |        |               |
| Suffrages exprimés       | Suffrages exprimés       | Suffrages exprimés            | 66 191       | 95,48        | 66 713      | 94,73         |        |               |
| Votes blancs             | Votes blancs             | Votes blancs                  | 2 030        | 2,93         | 2 200       | 3,12          |        |               |
| Votes nuls               | Votes nuls               | Votes nuls                    | 1 106        | 1,60         | 1 514       | 2,15          |        |               |
| Total                    | Total                    | Total                         | 69 327       | 100          | 70 427      | 100           | 7      | 1             |
| Abstentions              | Abstentions              | Abstentions                   | 106 934      | 60,67        | 105 829     | 60,04         |        |               |
| Inscrits / Participation | Inscrits / Participation | Inscrits / Participation      | 176 261      | 39,33        | 176 256     | 39,96         |        |               |

#### Pyrénées-Orientales
| Tête de liste            | Tête de liste            | Liste                         | Premier tour | Premier tour | Second tour | Second tour   | Sièges | +/-           |
| Tête de liste            | Tête de liste            | Liste                         | Voix         | %            | Voix        | %             | Sièges | +/-           |
| ------------------------ | ------------------------ | ----------------------------- | ------------ | ------------ | ----------- | ------------- | ------ | ------------- |
|                          | Agnès Langevine          | PS-PRG-PCF-PP-MRC-GRS-OE      | 40 347       | 33,95        | 62 183      | 48,77         | 8      | 3             |
|                          | Xavier Baudry            | RN-LDP-PL-LAF                 | 39 516       | 33,25        | 45 882      | 35,98         | 4      | en stagnation |
|                          | Stéphane Loda            | LR-UDI-LC-LMR                 | 12 692       | 10,68        | 19 445      | 15,25         | 1      | 1             |
|                          | Nicolas Berjoan          | EÉLV-G•s-GÉ-CÉ-PA-RPS-MEI-POC | 9 373        | 7,89         |             |               | 0      | 1             |
|                          | Frédérique Lis           | LREM-MoDem-Agir-MR-TdP        | 7 343        | 6,18         | 0           | Nv.           |        |               |
|                          | Josie Boucher            | LFI-PG-E!-GDS-NPA             | 5 188        | 4,37         | 0           | en stagnation |        |               |
|                          | Pascale Advenard         | LO                            | 2 581        | 2,17         | 0           | en stagnation |        |               |
|                          | Anthony Le Boursicaud    | DIV                           | 1 029        | 0,87         | 0           | Nv.           |        |               |
|                          | Solange Nadal            | OPN-RES-PRS                   | 773          | 0,65         | 0           | Nv.           |        |               |
|                          |                          |                               |              |              |             |               |        |               |
| Suffrages exprimés       | Suffrages exprimés       | Suffrages exprimés            | 118 842      | 95,17        | 127 510     | 95,26         |        |               |
| Votes blancs             | Votes blancs             | Votes blancs                  | 3 462        | 2,77         | 3 615       | 2,70          |        |               |
| Votes nuls               | Votes nuls               | Votes nuls                    | 2 570        | 2,06         | 2 731       | 2,04          |        |               |
| Total                    | Total                    | Total                         | 124 874      | 100          | 133 856     | 100           | 13     | 1             |
| Abstentions              | Abstentions              | Abstentions                   | 229 331      | 64,75        | 220 405     | 62,22         |        |               |
| Inscrits / Participation | Inscrits / Participation | Inscrits / Participation      | 354 205      | 35,25        | 354 261     | 37,78         |        |               |

#### Tarn
| Tête de liste            | Tête de liste            | Liste                         | Premier tour | Premier tour | Second tour | Second tour   | Sièges | +/-           |
| Tête de liste            | Tête de liste            | Liste                         | Voix         | %            | Voix        | %             | Sièges | +/-           |
| ------------------------ | ------------------------ | ----------------------------- | ------------ | ------------ | ----------- | ------------- | ------ | ------------- |
|                          | Vincent Garrel           | PS-PRG-PCF-PP-MRC-GRS-OE      | 45 318       | 41,44        | 65 436      | 60,20         | 8      | 3             |
|                          | Julien Bacou             | LDP-RN-PL-LAF                 | 22 937       | 20,98        | 23 207      | 21,35         | 2      | 1             |
|                          | Bernard Carayon          | LR-UDI-LC-LMR                 | 12 916       | 11,81        | 20 050      | 18,45         | 1      | 1             |
|                          | Olivier Fabre            | LREM-MoDem-Agir-MR-TdP        | 10 791       | 9,87         |             |               | 0      | Nv.           |
|                          | Guillaume Cros           | EÉLV-G•s-GÉ-CÉ-PA-RPS-MEI-POC | 9 036        | 8,26         | 0           | 1             |        |               |
|                          | Julien Lassalle          | LFI-PG-E!-GDS-NPA             | 5 458        | 4,99         | 0           | en stagnation |        |               |
|                          | Chantal Tressens         | LO                            | 1 980        | 1,81         | 0           | en stagnation |        |               |
|                          | Patrice Castel           | PRS-OPN-RES                   | 791          | 0,72         | 0           | Nv.           |        |               |
|                          | Mathilde Louis           | DIV                           | 120          | 0,11         | 0           | Nv.           |        |               |
|                          |                          |                               |              |              |             |               |        |               |
| Suffrages exprimés       | Suffrages exprimés       | Suffrages exprimés            | 109 347      | 95,71        | 108 693     | 95,22         |        |               |
| Votes blancs             | Votes blancs             | Votes blancs                  | 2 680        | 2,35         | 3 370       | 2,95          |        |               |
| Votes nuls               | Votes nuls               | Votes nuls                    | 2 221        | 1,94         | 2 089       | 1,83          |        |               |
| Total                    | Total                    | Total                         | 114 248      | 100          | 114 152     | 100           | 11     | en stagnation |
| Abstentions              | Abstentions              | Abstentions                   | 179 140      | 61,06        | 179 281     | 61,10         |        |               |
| Inscrits / Participation | Inscrits / Participation | Inscrits / Participation      | 293 388      | 38,94        | 293 433     | 38,90         |        |               |

#### Tarn-et-Garonne
| Tête de liste            | Tête de liste                     | Liste                         | Premier tour | Premier tour | Second tour | Second tour   | Sièges | +/-           |
| Tête de liste            | Tête de liste                     | Liste                         | Voix         | %            | Voix        | %             | Sièges | +/-           |
| ------------------------ | --------------------------------- | ----------------------------- | ------------ | ------------ | ----------- | ------------- | ------ | ------------- |
|                          | Marie Castro                      | PS-PRG-PCF-PP-MRC-GRS-OE      | 26 149       | 37,24        | 38 683      | 53,03         | 5      | 2             |
|                          | Stéphanie Gayet                   | RN-LDP-PL-LAF                 | 17 199       | 24,50        | 19 309      | 26,47         | 1      | 1             |
|                          | Thierry Deville                   | LR-UDI-LC-LMR                 | 9 596        | 13,67        | 14 953      | 20,50         | 1      | en stagnation |
|                          | Paul Savignac                     | LREM-MoDem-Agir-MR-TdP        | 6 144        | 8,75         |             |               | 0      | Nv.           |
|                          | François Cazes                    | G•s-EÉLV-GÉ-CÉ-PA-RPS-MEI-POC | 5 624        | 8,01         | 0           | en stagnation |        |               |
|                          | Christelle Leduc                  | LFI-PG-E!-GDS-NPA             | 2 910        | 4,14         | 0           | en stagnation |        |               |
|                          | Richard Blanco                    | LO                            | 1 463        | 2,08         | 0           | en stagnation |        |               |
|                          | Thierry Hamelin                   | OPN-RES-PRS                   | 626          | 0,89         | 0           | Nv.           |        |               |
|                          | Marie-Dominique Jacqueline Chemin | DIV                           | 503          | 0,72         | 0           | Nv.           |        |               |
|                          |                                   |                               |              |              |             |               |        |               |
| Suffrages exprimés       | Suffrages exprimés                | Suffrages exprimés            | 70 214       | 95,29        | 72 954      | 95,01         |        |               |
| Votes blancs             | Votes blancs                      | Votes blancs                  | 2 138        | 2,90         | 2 125       | 2,77          |        |               |
| Votes nuls               | Votes nuls                        | Votes nuls                    | 1 335        | 1,81         | 1 704       | 2,22          |        |               |
| Total                    | Total                             | Total                         | 73 687       | 100          | 76 774      | 100           | 7      | 1             |
| Abstentions              | Abstentions                       | Abstentions                   | 111 474      | 60,20        | 108 413     | 58,54         |        |               |
| Inscrits / Participation | Inscrits / Participation          | Inscrits / Participation      | 185 161      | 39,80        | 185 187     | 41,46         |        |               |

## Analyses et conséquences

### Premier tour
Comme partout en France, l'abstention au premier tour atteint un score historique au niveau régional (62,8 % des inscrits).
La présidente sortante, Carole Delga, réalise le meilleur score pour la gauche (39,6 %) en réussissant à gagner 15 points par rapport aux précédentes élections, bénéficiant d'une prime au sortant et déjouant les sondages qui la plaçaient derrière son adversaire d'extrême droite.
Le Rassemblement national, avec ses 22,6 %, s’inscrit dans la tendance nationale de baisse du parti, et réalise un score en baisse de plus de neuf points par rapport à 2015, lorsque le FN était mené par Louis Aliot. Antoine Maurice et EÉLV, qui ont décidé de partir séparés de la présidente socialiste, n'arrivent pas à dépasser le seuil des 10 % nécessaire pour se maintenir. Faute d'accord sur le nombre de conseillers et certains points du programme, la gagnante du premier tour refuse de fusionner sa liste avec celle des écologistes, qui n'auront plus de conseillers régionaux.
De son côté, Vincent Terrail-Novès obtient le plus mauvais résultat pour une tête de liste régionale LREM-MoDem en France métropolitaine, avec un score de 8,8 % : l'Occitanie fait ainsi partie des trois régions de métropole, avec les Hauts-de-France et l'Auvergne-Rhône-Alpes, où la majorité présidentielle n'est pas présente au second tour. Le Monde explique ces défaites des candidats soutenus par le parti présidentiel notamment par leur faible notoriété.

### Second tour
La liste menée par Carole Delga l'emporte au second tour avec une légère hausse de la participation. Comme en 2015, la liste Rassemblement national arrive en deuxième position et la liste Les Républicains arrive troisième avec un écart de 7 sièges seulement.

### Élection à la présidence
| Candidat          | Parti | Parti | Voix |
| ----------------- | ----- | ----- | ---- |
| Carole Delga      |       | PS    | 109  |
| Jean-Paul Garraud |       | RN    | 28   |
|                   |       |       |      |
| Blancs            |       |       | 21   |
| Nuls              | 0     |       |      |
| Total             | 158   |       |      |

## Suites
Afin d'éviter une trop grande proximité des élections suivantes avec les deux tours de l'élection présidentielle et des législatives d'avril et juin 2027, le mandat des conseillers élus en 2021 est exceptionnellement prolongé à six ans et neuf mois. Les prochaines élections ont par conséquent lieu en 2028 au lieu de 2027.